# تکنودینامیکا
تکنودینامیکا (روسی: АО Технодинамика) شرکت هلدینگ هوافضای روس است، که در سال ۲۰۰۹ تأسیس شد.